# Flexible-AC-Transmission-System
Der Begriff Flexible AC Transmission System (zu Deutsch: flexibles Drehstromübertragungssystem), abgekürzt FACTS, umfasst in der elektrischen Energietechnik mehrere Steuerungssysteme, welche in Stromversorgungsnetzen zur gezielten Beeinflussung von Leistungsflüssen eingesetzt werden. Als wesentliche Eigenschaft kommen dabei Komponenten der Leistungselektronik, ähnlich wie bei der Hochspannungs-Gleichstrom-Übertragung (HGÜ), zur Anwendung. Die Leistungselektronik wird dabei nicht zur Energieübertragung mittels Gleichstrom verwendet; vielmehr dient sie dazu, Leistungsflüsse in Dreiphasenwechselstromnetzen ohne rotierende Maschinen zu beeinflussen.
Der Begriff ist von der IEEE definiert als eine statische Leistungselektronik, welche in einem oder mehreren Wechselspannungsnetzen gezielt elektrische Parameter zur Leistungsübertragung beeinflusst, um so die Übertragungskapazitäten optimal ausnutzen zu können.

## Allgemeines
Die Steuerung von Leistungsflüssen wird in vermaschten Wechselspannungsnetzen durch Verändern der Blind- und Wirkleistungen realisiert. Dazu stehen mehrere Verfahren zur Verfügung, unter anderem klassisch mittels Kondensatorbatterien oder Kompensationsspulen an den Tertiärwicklungen von Leistungstransformatoren, diese Verfahren entsprechen einer Parallelkompensation (engl. Shunt Compensation). Des Weiteren können Leistungsflüsse mittels einer Reihenkompensation verändert werden, beispielsweise mittels Phasenschiebertransformator. Eine weitere, eingeschränkte Möglichkeit besteht direkt im Kraftwerk in der Modifizierung des Polradwinkels an den für die Stromerzeugung üblichen Synchrongeneratoren. Auch bestehen Möglichkeiten, Spannungen in Grenzen durch Stufenschalter in den Leistungstransformatoren zu variieren.
FACTS umfasst jene Methoden zur Lastflusssteuerung und zur Netzstabilisierung in elektrischen Energienetzen, welche mittels Leistungselektronik realisiert werden, wobei die Elektronik direkt in einem Bereich des Leistungsflusses eingesetzt wird und nicht nur der Steuerungs- und Regelungstechnik dient. Dabei weist die Leistungselektronik den Vorteil auf, fast verschleißfrei und trägheitslos auf Veränderungen reagieren zu können. Nachteilig ist der damit verbundene hohe technische Aufwand und die damit verbundenen höheren Kosten. Zu dem Bereich der Flexible AC Transmission Systems zählen unter anderem:
- Static Synchronous Compensator (STATCOM), eine elektronische Einheit zur Parallelkompensation von kapazitiver oder induktiver Blindleistung.
- Unified-Power-Flow-Controller (UPFC), der Vereinheitlichte Leistungsflussregler, stellt das funktionell leistungsfähigste elektronische System dar. Der UPFC kann sowohl zur Parallel- als auch Reihenkompensation von kapazitiver oder induktiver Blindleistung und zur gezielten Steuerung von Wirkleistungsflüssen in Hochspannungsleitungen eingesetzt werden. Des Weiteren können damit in bestimmten Bereichen die natürliche Leistung von Freileitungen verändert und Schieflasten ausgeglichen werden.
- Phasenschieber Synchronous Condenser.